# Polocké knížectví
Polocké knížectví (bělorusky По́лацкае кня́ства, rusky По́лоцкое кня́жество), bylo východoslovanské knížectví v povodí Západní Dviny, Bereziny a Němenu. Bylo prvním významným státním útvarem na území dnešního Běloruska (a částečně dnešního Lotyšska) a kolébkou běloruské státnosti. Hlavním městem byl Polock, jež je v pramenech (Nestorově letopise, či též Pověsti dávných let) poprvé zmiňován roku 860. Podléhalo mu ještě patnáct dalších měst, mezi nimi Vitebsk, Minsk, Orša, Zaslav, Borisov, Braslav, Lukoml či Lahojsk. Na východě hraničilo s krivičským knížectvím, na jihu s turovským knížectvím, které vzniklo na území Dregovičů.

## Historie

### Vznik
Knížectví vzniklo v 10. století, jeho etnickým základem byl zřejmě slovanský kmen Krivičů. Prvním, polomýtickým knížetem staroběloruského státu byl Ragnvald I., počeštěle Rohovlad (vládl snad 945–978), který byl varjagem (neboli severským vikingem), možná předtím sloužil u kyjevského knížete Vladimíra. 

### Byzantská christianizace
Polocké knížectví bylo v 10. století christianizováno. Přestože údajů v pramenech není mnoho, je patrný silný vliv Byzance a možná i existence přímé misie. Silné vztahy s Byzancí dokládá fakt, že dcera polockého knížete Všeslava Čaroděje se provdala za byzantského císaře Alexia Komnena. Křesťanské instituce vznikají na konci 10. století: v roce 992 biskupská stolice (Turovská eparchie vzniká roku 1005, smolenská ještě později). Střet se starým pohanstvím nebyl podle všeho silný. Pohany zůstala i některá polocká knížata, staré letopisy zmiňují v této souvislosti zejména Všeslava Čaroděje, který dle nich přišel na svět „ot volchvovanija“ (doslova „z kouzel“), tedy za pomoci pohanských věštců, tzv. volchvů.

### Součást Kyjevské rusi
Za Vladimira I. Svjatoslaviče se polocké knížectví stalo součástí Kyjevské Rusi, roku 1021 se znovu oddělilo. Navzdory pokusům Kyjevské Rusi dosadit jinou panovnickou dynastii, po celou jeho existenci vládla Polockému knížectví dynastie polocké větve Rurikovců. O míře závislosti na Kyjevské Rusi a nad otázkou příslušnosti či nepříslušnosti Polockého knížectví k ruskému státu existují mezi historiky politicky podbarvené spory.

### Rozvoj vzdělanosti a kultury

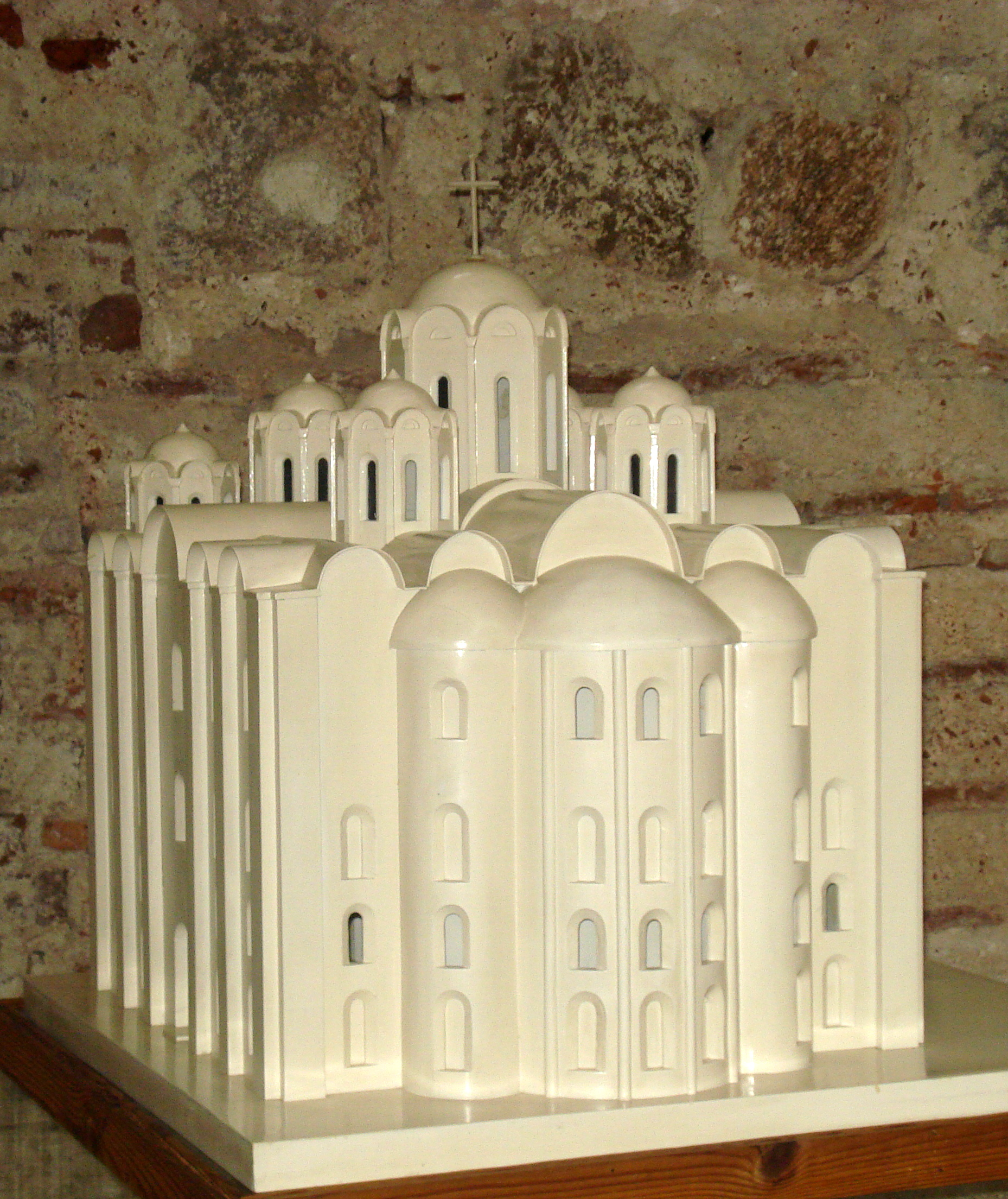
Model chrámu sv. Sofie v Polocku

V polockém knížectví došlo k mimořádnému rozkvětu kultury, a to zejména za knížete Izjaslava Vladimiroviče (vládl asi 978–1001), kterého nazývají staré letopisy „knížetem knihomilem“. Je dosti pravděpodobné, že právě za jeho vlády začalo být užíváno písmo (cyrilice), čehož důkazem je především pečeť (tzv. „polocká pečeť“) nalezená roku 1954 při archeologickém průzkumu v Novgorodu, a nápis na kalichu nalezeném u Smolenska. 
Největšího rozkvětu dosáhlo knížectví za Vseslava Brjačislaviče (1044–1101), který těžil z krize uvnitř Kyjevské Rusy a ze zprostředkování obchodu mezi Kyjevem a Skandinávií. 

### Rozpad a zánik
Na přelomu 12. a 13. století se polocký stát dostal do krize, rozpadl se na úděly (vitebský, minský, drutský), většina měst připadla Smolensku, území kolem Západní Dviny získali mečoví rytíři. V roce 1307 bylo připojeno k Litvě, a to jako autonomní část Litevského velkoknížectví. Tuto autonomii ztratilo koncem 14. století (kolem 1397), čímž zaniklo. Z knížectví se stal pouhý správní region Litevského velkoknížectví. V této podobě země existovala do roku 1504, kdy bylo na stejném místě zřízeno Polocké vojvodství, které bylo administrativním celkem Litvy.

## Polocký odkaz
Intelektuálními osobnostmi starého Běloruska byly Eufrosína Polocká, Kirill Turovský a Klim Smoletič. Turovské evangelium z 11. století a životopisy Eufrosíny a Kirilla z 12. století patří k nejstarším literárním památkám východních Slovanů.
Hlavní stavební památkou z té doby je Spaský kostel, dílo stavitele Ioanna z poloviny 12. století, a chrám sv. Sofie v Polocku (postaven mezi léty 1044-1066, za Vseslava), který odkazoval na konstantinopolský chrám Hagia Sofia.
Stavitelství bylo zjevně rozvinuto, neboť poločtí stavitelé vybudovali i kostel Petra a Pavla na Siničí hoře v Novgorodě.

## Seznam knížat

### Poločtí Rurikovci (do rozpadu na úděly)
- asi 945–978 Rohovlad I.
- 978–1001 Izjaslav I. Vladimirovič
- 1001–1003 Vseslav I. Izjaslavič

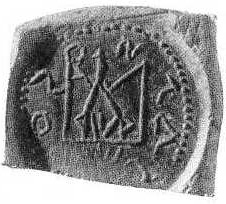
Izjaslavova pečeť nalezená v roce 1954

- 1003–1044 Brjačislav I. Izjaslavič
- 1044–1101 Vseslav II. Brjačislavič
- 1101–1129 David Vseslavič
- 1127–1128 Boris I. Vseslavič
- 1129–1132 Izjaslav II. Mstislavič
- 1132–1132 Svjatopolk II. Mstislavič

### Poločtí Vseslaviči
- 1132–1144 Vasilko Sviatoslavič, kníže vitebský
- 1144–1151 Rogvolod Borisovič, kníže drutský
- 1151–1159 Rostislav Glebovič, kníže minský
- 1159–1162 Rogvolod Borisovič (podruhé)
- 1162–1167 Vseslav III. Vasilkovič, kníže vitebský
- 1167–1167 Volodar Glebovič, kníže minský
- 1167–1180 Vseslav III. Vasilkovič, kníže vitebský
- 1186–1215 Vladimír Vseslavič, kníže vitebský
- 1215–1222 Boris II. Vseslavič, kníže drutský
- 1222–1232 Svjatoslav Mstislavič
- 1232–1242 Brjačislav II. Vasilkovič, kníže vitebský

### Litevská nadvláda
- 1252–1263 Tautvilas
- 1264–1267 Gerdine

Litevská korouhev Polockého knížectví

- 1267–1270 Izjaslav III. z Vitebska(?)
- 1270–1290 Konstantin Bezruký
- 1290–1307 okupace livonským řádem (Rižské arcibiskupství)

### Gediminovci
- 1307–1336 Vainius (Voin)
- 1336–1345 Narimantas
- 1345–1399 Andrei Polocký
- 1377–1397 Skirgaila